# Norbert Krutzki
Norbert Krutzki (* 1944) ist ein deutscher Kommunalpolitiker (CDU) und Rechtsanwalt.

## Karriere
Krutzki arbeitete seit 1991 im Dresdner Regierungspräsidium. Zuvor hatte er seit Mitte der 1960er Jahre mit seiner Frau in Bonn gelebt. Im Jahr 1992 wurde er zum Bürgermeister der Stadt Freital südwestlich von Dresden. Er trat damit die Nachfolge von Wolfgang Böduel an, dessen Wahl durch das Landratsamt Freital annulliert wurde. Bis zur Wahl Krutzkis führte Klaus Pollack (SPD) kommissarisch die Amtsgeschäfte. Zur Bürgermeisterwahl 1994 trat Krutzki erneut an, verlor jedoch in der Stichwahl gegen Pollack.
Anschließend war Krutzki wieder im Regierungspräsidium und ab 1995 für die Möbelwelt Zick tätig. Nach deren Insolvenz 1998 arbeitete er noch bis 2005 als Rechtsanwalt.